# Thônes
Thônes este o comună în departamentul Haute-Savoie din sud-estul Franței. În 2009 avea o populație de 5.896 de locuitori.

## Evoluția populației
| An        | 1975  | 1982  | 1990  | 1999  | 2006  | 2009  |
| --------- | ----- | ----- | ----- | ----- | ----- | ----- |
| Populație | 3.555 | 4.169 | 4.619 | 5.212 | 5.813 | 5.896 |